# Історія польської географії
Істо́рія по́льської геогра́фії — історія розвитку географічних знань у Польщі від середньовіччя до сучасності.

## Польська географія в середні віки
Початки географії в Польщі сягають ранньосередньовічних хронік, що містять описи польських земель (Ґаль Анонім, XII ст.). Початки географії як науки сягають 1494 р., коли на факультеті вільних мистецтв Краківської академії було запроваджено лекції з космографії (Ян із Ґлоґова, Войцех з Брудзева, Марцин із Олькуша). Завдяки цьому Краків став головним центром географічних досліджень у Польщі XV століття. У зібраннях Краківської академії були: рукописний атлас Птолемея XV ст., 6 рукописів XV ст. — твори Альберта Великого та П'єра д'Айлі. Книгозбірня Краківської капітули містить твори Отців Церкви географічного змісту: Орозія, Капели та Ісидора Севільського. Академія займалася теорією географічного положення. Довготу визначали за допомогою спостереження початку місячного затемнення в даному місці та будь-якої нерухомої зірки, розташованої тоді у зеніті місцевого меридіана. У 1423 р. Миколай з Ґрабства визначив координати Кракова. Ян Длугош, автор «Choprographia Regni Poloniae», першого детального опису Польщі з поділом країни на річкові басейни, генетичною клясифікацією озер, довжиною річок, оцінкою важливості річок і міст, був також пов’язаний з Краковом. «Liber beneficiorum dioecesis Cracoviensis» Длугоша є статистичним описом церковних бенефіціярів у Малопольщі. У 1421 році в Польщі була складена перша детальна карта Помор'я, подарована папі під час польсько-тевтонської суперечки про приналежність Помор'я до Польщі. Карту всієї Польщі та сусідніх країн склав Микола Кузанський (1491). Бенедикт Поляк — мандрівник, якому Європа завдячує достеменні звістки про Монгольську державу.

## Польська географія в час Відродження

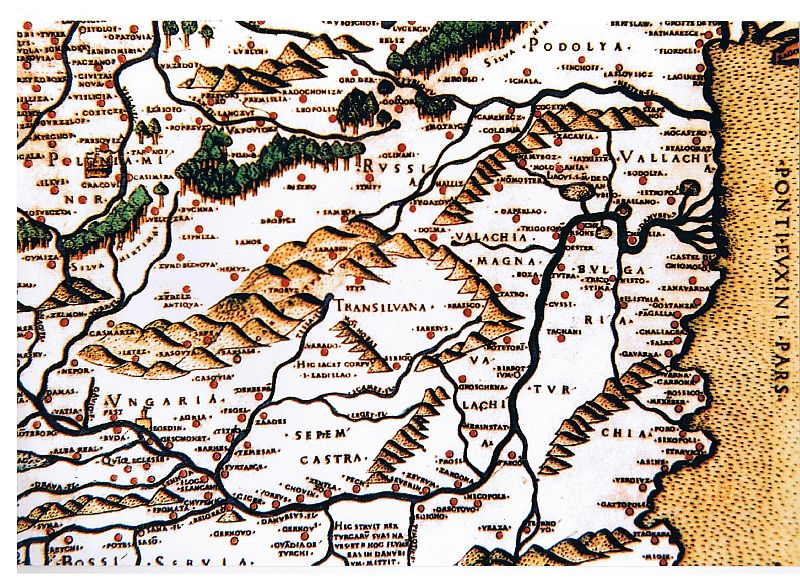
Карта Бернарда Ваповського

Відродження було періодом розквіту польської географії. Основним осередком розвитку польської географії була Краківська академія. Заняття з географії в XVI столітті вів в рамках натурфілософії Ян зі Стопниці, Вони включали також лекції з астрономії та метеорології; навчальними засобами були «Фізика» і «Метеорологіка» Арістотеля. З кінця 15 — початку 17 століття професори Академії вели систематичні щоденні записи погоди (вони зібрали близько 10 тис. спостережень). Відображенням великих географічних відкриттів стало створення в 1510 році Ягайловицького глобуса, одного з перших, що представляє Південну Америку як окремий континент. Ян зі Стопниці був автором карти світу (1512), першої виданої в Польщі. До нього входила Південна Америка як окремий материк. Він також розширив таблиці географічних координат Птолемея на Західну півкулю та запропонував метод визначення географічного положення. З Краківською академією був також пов’язаний Матвій із Міхова, автор «Трактату про обидві Сарматії» (1518 р.), першої сучасної праці про Східну Європу, заперечуючи існування на її території вигаданих Ріфейських і Гіперборейських гір. Коперник зробив переворот в астрономії, оголосивши в «De revolutionibus orbium coelestium» теорію геліоцентричної будови Сонячної системи. У 1540 році в Ґданську він опубліковав перше вимірювання магнітного схилення в Польщі. У час Відродження Ваповський (1526) і Гродецький (1558) створили карти Польщі, які увійшли до 1-го видання атласу Ортеліуса. У цей період Боїм, польський єзуїт, створив атлас Китаю. Мартін Кромер у своїй праці «Polonia sive de situ, populis, moribus, magistratibus et re publica regni Polonici libri duo» вперше вжив термін «geographia», невідомий римській та середньовічній латинській мові.

## Польська географія в XVII—XVIII століть
У XVII—XVIII століттях польська географія зазнала занепаду, і небагато праць цього періоду заслуговують на визнання. До досягнень польської географії цього періоду належать визначення довжини секундного маятника, визначення напрямку меридіана та широти Кракова (Станіслав Пудловський, 1642 р.) та використання маятникового годинника для визначення довготи на морі. (Адам Коханський, 1679). Досягнення європейської науки представлені в «Meteorologia curiosa» В. Тильковського (1668), «Historia naturalis Regni Poloniae...» Ґабрієля Жончинського (1721) — перший детальний фізико-географічний опис Польщі, «Świat we wszystkich swoich częściach» Владислава Лубенського (1740) — найкращий політико-адміністративний опис Польщі до поділів Речі Посполитої. Якраз перед поділами, в 1770, вийшов шкільний підручник Кароля Вирвича «Geografia powszechna czasów nowożytnych».

## Польська географія під час поділів Речі Посполитої (1795—1918)

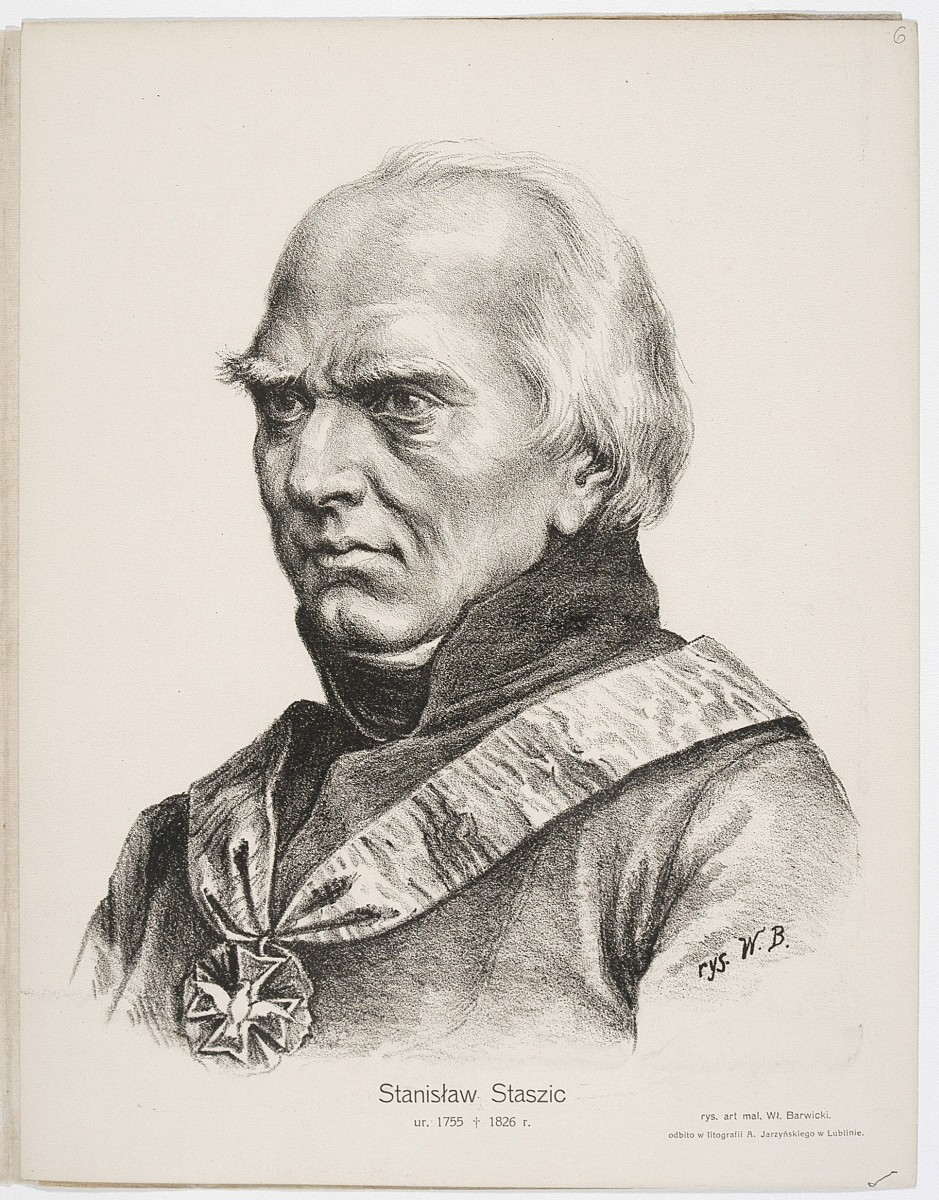
Станіслав Сташиць

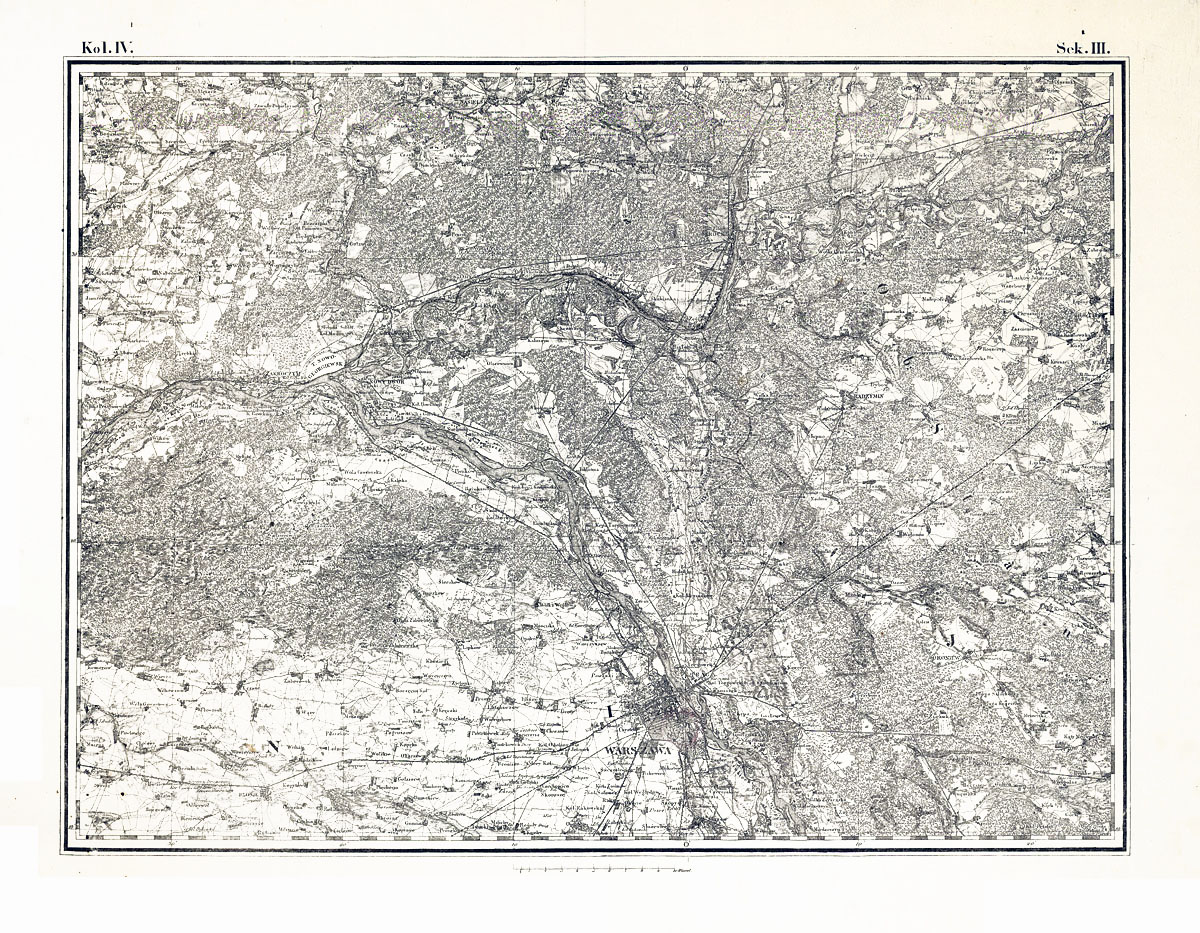
Зразок карти із серії
«Topograficzna Karta Królestwa Polskiego»

Наприкінці XVIII й  протягом XIX століть відбулося пожвавлення дослідницької, видавничої та організаційної діяльності в галузі географії. Найкраще вона розвивалася в Королівстві Галичини. У Кракові в 1866 р. при Краківському науковому товаристві було створено Фізикографічну комісію, а згодом при Академії знань були створені найстаріші польські катедри географії: у Кракові на Ягайловицькому університеті (1849 р.) і у Львові на Університеті Франца I (1882). До кінця 19 століття було завершене геологічне дослідження польських земель. З 1799 року діють метеостанції в Кракові, Варшаві, Ґданську та Вільнюсі, які входять до міжнародної мережі спостережень. В 1912 р. Євгеній Ромер і Р. Марецький в 1914 р. розробили синтези клімату польських земель, Станіслав Сташиць і Гуґо Коллонтай синтези геологічних і економічних питань. В 1804 р. Ян Снядецький видав 16-томний «Wielki słownik geograficzny Królestwa Polskiego i krajów słowiańskich» (Великий географічний словник Королівства Польського і слов'янських країн). Видано новаторські в масштабі Європи підручники з фізичної географії, метеорології з картою ізотерм Антона П'яткевича (1872), а також метеорології (1917) і океанографії (1909) Мавриція Рудзького, регіональної географії (першу в світі з динамічним підходом) Вацлава Налковського, яка стала революцією в методиці навчання географії. У 1790 році Міхал Ян Губе виявив нерегулярність форми земного еліпсоїда. Це був період величі польської картографії; в 1839 р. видано карту «Topograficzna Karta Królestwa Polskiego» (Топографічну карту Королівства Польського), атласи та історичні карти Йоахима Лелевеля, карти Королівства Польського Йосефа Кольберґа, Фелікса Вротновського, Войцеха Хшановського, геологічну карту та Атлас Королівства Галичини Ґеорґа Ґотліба Пуша, статистичні атласи Людвіка Платера та Александра Яблоновського, шкільний атлас Є. Ромера. Польські топографи брали участь в австрійських топографічних вимірюваннях, а також у дослідженнях Південної Америки (Ігнатій Домейко), Африки (Антоній Реман), Азії (Ян Черський, Олександр Чекановський, Бенедикт Дибовський, Вацлав Серошевський), Австралії (Павло Стшелецький) та Антарктиди (Генрик Арцтовський, Антоній Добровольський).

## Польська географія в міжвоєнний час (1918—1939)
Окрім осередків і катедр географії в університетах у Кракові та Львові, що існували у час поділів, були засновані нові: в університетах у Варшаві (1918), Познані (1919) та Вищій торговельній школі у Львові, Варшаві і Кракові. Створено також Польське географічне товариство (1918), Географічне товариство у Львові (1926), Географічне товариство в Познані (1928); Товариство польських учителів географії (1922). Ці організації вели активну видавничу діяльність, було видано 11 томів серії «Wielka geografia powszechna», розвиток географії був постійним, але нерівномірним у всіх підгалузях. На перший плян вийшли геоморфологічні дослідження (Краківська геоморфологічна школа Людомира Савицького) після конгресу Міжнародного географічного союзу у Варшаві 1934 р. пожвавилися контакти з зарубіжжям, почалися дослідження льодовиків та післяльодовикового рельєфу, зокрема: на Кавказі (1936 р. Едварда Рюле) на Ґренляндії (1937 Альфреда Яна) і на Шпіцберґені (1938 Мечислава Клімашевського, Броніслава Галицького). Повільніше розвивалися кліматологія (головним чином Є. Ромер) і гідрографія. У міжвоєнний період починає зароджуватися суспільно-економічна географія, Краківська школа вже була добре відома в 1930-х роках із досліджень в галузях географії поселень, географії населення та географії туризму. У 1936 році в Ягайловицькому університеті було засновано аспірантуру з туризму. Після узгодження тріянгуляційної сітки на колись розділених територіях Військово-географічний інститут у 1919-1939 рр. видавав уніфіковані карти Польщі масштабу 1:25 000, 1:100 000, 1:300 000, 1:500 000 і перші аркуші фотограметричної карти. Розроблено також «Міжнародну карту світу» та численні атласи, зокрема «Статистичний атлас Польщі» Є. Ромера. У 1918-1925 роках географи брали участь у роботі над адміністративним поділом Польщі.

## Польська географія під час Другої світової війни (1939—1945)
Період Другої світової війни був трагічним в історії польської географії. Відзначився ліквідацією всіх катедр географії в університетах та інших наукових установах, тобто, припинення досліджень, публікації праць і навчання на університетському рівні. Проте географічні дослідження велися в таємних університетах у Кракові та Варшаві. Серед професорів Ягайловицького університету, заарештованих і депортованих до табору Заксенгаузен, був тодішній директор Інституту географії Єжи Смоленський. Загалом під час Другої світової війни загинуло 40 польських географів, зокрема завідувачі 3 із 5 довоєнних університетських катедр географії: Єжи Смоленський, Станіслав Ленцевич, С. Павловський. Були знищені бібліотечні та картографічні збірки. Польські географи виконували функції картографів і навігаторів в арміях Антанти (зокрема RAF).

## Польська географія після Другої світової війни
Перші повоєнні роки — період поповнення кадрового голоду, компенсації матеріяльних втрат. Відразу після війни відродилися катедри географії в університетах Кракова, Познаня та Варшави. Повстали нові географічні осередки в Любліні, Вроцлаві, Торуні та Лодзі, а також на WSE та WSP у Кракові. Відновило діяльність і Польське географічне товариство, а в 1953 р. було створено Інститут географії та землеустрою Польської академії наук, який виконував функції координатора досліджень. Географи допомагали у встановленні нових державних кордонів, давали висновки щодо адміністративного поділу Польщі та встаноалювали нові географічні назви на західних землях. Вони видавали монографічні праці та організовували курси інформації про західні землі, розробляли новий фізико-географічний поділ Польщі (зокрема Єжи Кондрацький). 1956–1968 роки були періодом найвищого розвитку та досягнень польської географії та її провідних позицій у світі в окремих галузях (геоморфології), що було пов’язано з діяльністю видатних учених, а також налагодження міжнародних контактів (з 1956 р. участь у конгресах і роботі комісії Міжнародного географічного союзу), організація конгресів у Польщі, проведення досліджень у рамках міжнародної співпраці, видання в глобальних журналах, а також децентралізація управління та послаблення провідної ролі Польської Академії наук. Розвиток окремих галузей географії був нерівномірним: переважала фізична географія, а в її межах — геоморфологія, суспільно-економічна географія. Занепад 1970-х років був пов'язаний з центральним контролем дослідницьких проблем і обмеженими фінансовими ресурсами. У 1980-х роках нові перспективи розвитку географії створила центральна дослідницька програма «Przemiany środowiska geograficznego Polski» (Трансформації географічного середовища Польщі), яку координувало ІГіПЗ ПАН.